# Chen Lin

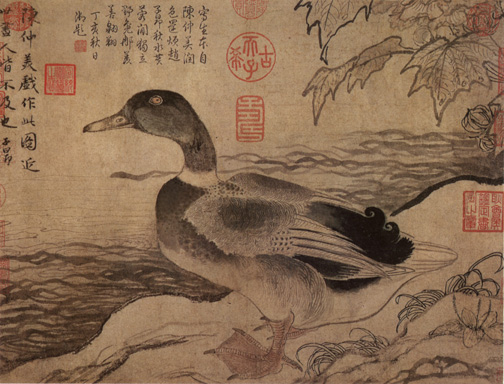
Watervogel (1301), handrol met gewassen inkt en kleur op papier, collectie Nationaal Paleismuseum

Chen Lin (陳琳; ca. 1260–1320) was een Chinees kunstschilder uit de Yuan-periode. Zijn omgangsnaam was Zhongmei. Chen werd geboren in een kunstschildersfamilie in Hangzhou, in de provincie Zhejiang.  Zijn vader Chen Jue was een hofschilder van de Zuidelijke Tang.
Chen Lin schilderde voornamelijk vogel- en bloemschilderingen, shan shui-landschappen en afbeeldingen van mensen. In navolging van zijn leraar Zhao Mengfu (1254–1322) combineerde hij krachtige penseelstreken met lichte kleuren. Hij was enige tijd de leraar van Sheng Mao.